# Gemma Augustea
Gemma Augustea (iz latinščine Avgustova gema) je antična rimska gema, relief, ki je izrezan iz dvoslojnega arabskega oniksa. Običajno se strinjajo, da je bil izdelovalec geme neki Dioscurides ali eden od njegovih učencev v drugem ali tretjem desetletju 1. stoletja našega štetja.

## Oblika in značilnosti
Gemma Augustea je izrezana kameja v nizkem reliefu iz dvoplastnega arabskega oniksa. Ena plast je bela, druga pa modro-rjava. Metoda, s katero je bil kamen izrezan, je omogočila malo podrobnosti z ostrim kontrastom med podobami in ozadjem, kar je omogočilo tudi veliko senčne igre. Velikost dragulja je prav tako namenjena lažji manipulaciji in izjemnejši sceni. Visoka je 190 mm, široka 230 mm in povprečno debela 13 mm.
Običajno se navaja, da je bil graver geme Dioscurides ali eden od njegovih učencev. Dioscurides je bil najljubši graver draguljev cesarja Avgusta, njegovo delo in njegove kopije pa so vidne po vsem antičnem rimskem svetu. Dragulj je nastajal v obdobju okoli let 10–20, čeprav nekateri znanstveniki verjamejo, da je nastal desetletja kasneje zaradi interpretacije prizora.
Če so gemo naredili Dioscurides ali graverji, ki so sledili njegovemu zgledu, je bila ta verjetno na dvoru cezarja Avgusta. Nekoč v antiki se je preselila v Bizanc, morda s Konstantinom I., ki je tja uradno preselil prestolnico imperija. Avgust, čeprav je v celoti sprejel in spodbujal kultno bogoslužje cesarja izven Rima in Italije, zlasti v bolj oddaljenih provincah s tradicijo deklariranih vladarjev, si ni dovolil, da ga častijo kot boga v Rimu. Če je bil ta dragulj izdelan v času njegovega življenja (umrl je v letu 14 n. št.), bi bil morda podarjen spoštovani družini v rimski provinci ali odvisnem kraljestvu. Druga možnost je, da če je bila gema izdelana po Avgustovi smrti, se lahko identiteta enega ali več portretov razlikuje od običajne identifikacije. Drugo stališče je, da dragulj Augusta predstavlja kot boga v njegovem življenju, vendar je bila izrezana posebej za bližnjega prijatelja ali sorodnika v notranjem krogu dvora. Podobna vprašanja se pojavljajo z drugimi cesarskimi kamejami, kot je Blacasova kameja v Britanskem muzeju.
Ker je gema nedokumentirana, je bila razmeroma nedotaknjena vse do leta 1246, ko je bila zabeležena v zakladnici bazilike sv. Sernina v Toulousu. Leta 1533 si jo je prisvojil Franc I. in jo preselil v Pariz, kjer je izginila iz evidenc okoli leta 1590. Nedolgo zatem je bila prodana za 12.000 dukatov Rudolfu II. V 17. stoletju je bila postavljena v nemško zlato. Ta nastavitev kaže, da je bil dragulj poškodovan, zgornja leva stran je zlomljena, vsaj ena figura manjka, verjetno preden jo je kupil Rudolf II., vendar zagotovo pred 1700. Dragulj je zdaj v Kunsthistorisches Museum na Dunaju 

## Razlaga figur in scen

### Zgornji register
Ustoličena figura, # 1 na oštevilčeni ilustraciji, običajno velja za Avgusta, čeprav lahko v nekaterih interpretacijah predstavlja kasnejšega rimskega vladarja. Figura # 3 je najbolj prepoznavna in ima lastnosti, ki jih ne more imeti noben drug. Ženska je Ekumena - poosebljenje naseljenega sveta. Ta naseljen ali civiliziran svet je bodisi zgodnji rimski imperij ali bolj verjetno sredozemski svet, ki ga je osvojil Aleksander Veliki. Na glavi nosi trdnjavsko krono in tančico. Ona krona figuro # 1 s corona civica iz hrastovih listov, ki se je uporabljala ko je nekdo pohvalil nekoga, ki je rešil življenje rimskega državljana. V tem obsežnem prikazu jo ona daje figuri # 1, ker je rešil množico rimskih državljanov.
Figuri # 5 in # 6 sta tesno povezani. Figura # 5 je Okean ali Neptun, katerega pomen se pogosto obravnava kot uravnoteženje prizorišča čez # 4 in # 7 in tudi pomemben opazovalec, saj predstavlja območje vode. Pod njim je ponižna poosebljenost Gaja ali Italia turrita. Znanstveniki, ki vidijo Gajo, jo povezujejo z rogom obilja in otroki, ki jo obkrožajo in lahko predstavljajo letne čase. Morda je čudno, da Gaja drži rog obilja, ko se zdi, kot da rog trenutno ne proizvaja ničesar. To potrjuje trditev, da ni Gaja, ampak Italia, ker je bila zgodovinsko na prizorišču lakota. Tudi ona nosi bullo, nekakšen obesek okoli vratu, ki se zdi čudno, da bi ga nosila Gaja. Kakorkoli, otroci predstavljajo letne čase, verjetno poletje in jesen, saj eden od njih nosi zrnje.
Figura # 10 je Jupitrov orel. Orel bi lahko pokazal, da figura # 1 sedi v vlogi Jupitra. Sedeča poleg figure # 1 je Roma. Boginja s čelado ima v desni roki kopje, njena leva roka pa se rahlo dotakne ročaja svojega meča, kar kaže, da je bil Rim vedno pripravljen na vojno. Zdi se, da se Roma poleg tega, da se na nogah opira na oklep osvojenih, z občudovanjem gleda na figuro # 1. Čeprav bi lahko prišlo do spora o tem, kdo je # 1, je pogosto rečeno, da je podoba Rome močno podobna Liviji, Avgustovi dolgoživi ženi. Ne samo, da je bila njegova žena, ampak iz prejšnjega zakona, Tiberijeva mati. Razlog za izdelavo tega dragulja je prav tako postavljen pod vprašaj, ko se ugotovi, da Rome niso častili v Rimu vse do vladavine Hadrijana. Tako je bil dragulj morda narejen po meri za prijatelja v provincah.
Figura # 4 je Viktorija, ki vozi kočijo, ki drži padajočo figuro # 7. Očitno je, da je dostavljalec zmagovalca, vendar ne nujno za praznovanje, saj se zdi, da je morda nestrpno pozivala figuro # 7 k naslednjem pohodu. Pri povezovanju Viktorije z vozom je treba analizirati nekatere zgodovinske pomene, povezane z vozom in konji okoli nje. Dva konja pred kočijo sta del ekipe voza, medtem ko en sam konj na stran ne more biti in bi lahko spadal na figuri # 8. Zgodovinsko gledano, so kočije vozili štirje konji, ki so tvorili kvadrigo, ne samo dva, ki sta bila zastopana na gemi, dvovprega. To bi lahko kazalo, da figura # 7 ni zmagovalec.

### Spodnji register: postavitev tropaion
Spodnji prizor, kjer so figure manj prepoznavne, prikazuje postavitev tropaiona. (Tropaion (grško: τρόπαιον, latinsko tropaeum), je starodaven grški in kasneje rimski spomenik, ki je postavljen v spomin na zmago nad sovražniki. Običajno je v obliki drevesa, včasih s parom vej, ki so podobne rokam, na katerih je obešen oklep premaganega in mrtvega sovražnika. Tropaion je nato posvečen bogu v zahvalo za zmago) V nekaterih interpretacijah prizora so vse spodnje figure po zasnovi anonimne. Druge interpretacije jih pripisujejo določenim realnim ali mitološkim osebam. Na levi strani so sedeči moški in ženski liki (kombinirani v # 11) bodisi Kelti ali Germani, kot je razvidno iz njihovih oblačil in frizur, vključno z moško brado in predstavljajo vojne ujetnike, ki simbolizirajo rimsko zmago. Človek ima zvezane roke za hrbtom in oba sta se kmalu navezala na podnožje še pol položenega tropaiona (figura # 19), vojno trofejo, prikazano ob zmagi bitke, običajno pritrjena na mestu "preobrata" bitke v korist zmagovalcev. Trofeja je sestavljena iz lesenega križa, ki je namenjen podpori človeških oblačil. Na vrh je postavljena čelada, na katero je položen prsni del oklepa in orožje sovražnika. Na prizorišču štirje mladeniči trofejo dvignejo v navpični položaj. Figura # 18 je najmanj razpoznavna, toda njegova čelada je nekatere vodila k prepričanju, da je morda makedonski vojak kralja Remetalka I., ki je pomagal Tiberiju v Panoniji.
Figura # 15 je pogosto označena kot poosebitev boga Marsa z oklepom in ogrinjalom. Čeprav se figuri # 16 in # 17 zdita manj pomembni, sta zelo podobni in lahko predstavljata ozvezdje Dvojčka. Dvojčka sta težje ozvezdje, ki ga lahko izločite in lahko predstavlja skrito identiteto figure # 8. Druga dva pa sta bolj očitna. Figura # 20 je ščit z velikim škorpijonom. Tiberij se je rodil v novembru in bi bil lahko predstavljen s takšnim predmetom. Figura # 9 prikazuje Avgustov najljubši znak, Kozoroga. Čeprav je bil Avgust morda spočet v decembru, je trdil, da je Kozorog njegova konstelacija. Sonce ali luna, ki je bila potrebna za prikaz polne moči ozvezdja, je vidna za znakom. Marsa predstavlja figura (# 15), zato so vidni vsaj trije znaki zodiaka.
Figura # 13 je verjetno Diana, identificirana z luno, čeprav nekateri komentatorji menijo, da je samo pomožna enota s # 14. Diana ima v levi roki sulice, zdi se, da desna roka počiva na glavi moškega na figuri # 12, ne pa, da bi mu pritegnila lase, kot so domnevali mnogi. Druga značilnost Diane so njeni bogati lasje, povezani z lovom in njenimi lovskimi oblačili. Figura # 14 je lahko pomožna, vendar je bolj verjetno, da pooseblja Merkurja (Merkur / Hermes), ki ga prepoznamo s klobukom. Zdi se, da Merkur vleče žensko figuro # 12 z lasmi proti tropaionu. Prizor je očitno zapleten. Številne interpretacije vztrajajo, da »pomožne osebe« vlečejo zapornike barbare, da bi se pridružili svojemu sorodstvu, ker so bili zvezani na trofejo. Vendar pa obstajajo znaki, da to sploh ni mogoče. Prvič, človek na kolenih prosi za milost Diano, ki ga gleda. Isti človek okoli svojega vratu nosi ogrlico, ki nakazuje, da je Kelt ali German. Mogoče je pomembno, da ima Diana hrbet obrnjen k opazovalcu in morda tudi na samo sceno. Ona je edina kot taka in morda, da bi nasprotovala slavju zmage v bitki, namesto tega pokaže usmiljenje enemu, ki prosi za svoje življenje. Poleg tega, ker je človek vodja, omogoča boljšo propagando, da mora prositi za milost pred rimsko boginjo. Merkur morda ne vleče ženske, da bi bila zvezana na trofejo, ampak bi jo lahko pripeljal do pokleka pred Diano, da bi tudi prosila za milost. Pokaže znak premirja tako, da je položila roko na prsi. Morda jih Diana in Merkur varujeta, morda jim ponujata odrešitev v zadnjih trenutkih zmage. Ne glede na primer, par # 12 ni primerljiv z obupajočim parom # 11, s katerim se pojavljata tako ravnotežje kot kontrast; ravnotežje s tem, da imajo barbare na desni in levi, dobesedno uravnovešajo sestavo in nasprotujejo, ko je en par obsojen na vezanost na trofejo, drugi pa prosi za tisto, kar izgleda kot možnost milosti.

## Celotna scena
Zgornji in spodnji prizori se odvijajo v različnih časih in so v osnovi vzrok in posledica. Spodnja scena poteka na severnih mejah, takoj po bitki, ki so jo osvojili Rimljani, ki postavijo zmagovalni spomenik. Zbrani ujetniki vojne čakajo na svojo kazen v žalosti ali prosijo za milost v rokah pomoči bogovom. Triumf na bojišču predstavlja zmago na zgornji plošči.
Zgornja scena je fuzija Rima, Olimpa in sveta mest. Avgust je očitno nad rojstnim znakom, medtem ko ga je orel poosebljanje Jupitra. Zaključil je dolgoletne notranje boja za Rim in bo za vedno nosil hrastovo krono. V desni roki drži lituus - svojo zlato palico, v kateri bere znake in razglaša, da so vojne pravica. Sooča se z Romo, ki predstavlja vse, kar je združil in rešil pred civilnim prelivanjem krvi. On je enakovreden Romi in pooseblja boga. Njegove noge so ležale na oklepih, ki jih je bilo mogoče identificirati z na novo zavzetimi barbari ali pa upodobiti spusta Julijske družine z Marsa skozi njegove človeške otroke Romula in Rema. Za razliko od vseh drugih figur, razen pri # 7 in # 8, se figura Avgusta šteje za dejanski portret zaradi irisa, ki ga vidimo v očesu. Tiberij, Avgustov posvojeni sin, ki se je pred kratkim boril na severu, se za trenutek vrne - Viktorija z zaskrbljenostjo poziva, naj nadaljuje z bojem in prejme svoj triumf.
Vendar pa obstajajo težave s to razlago. Voz ni zmaga. Bilo bi nenavadno, da bi se za triumf uporabljala dvovprega. Tudi Tiberij nosi togo. Toga predstavlja civiliziranost in mir, ne vojno. Morda je to način, da se zmaga prenese na Avgustove avgurje. Tiberij stopi iz voza in se pokloni Avgustu, s čimer posvoji staršem triumf in zmago. Če je vse to res, potem je figura # 8 še vedno lahko ena od dveh oseb, Druz ali Germanik. V tem času je bil Druz verjetno že mrtev, ko je padel s konja in utrpel nepopravljive poškodbe. Potem bi lahko bila predstavitev Druza in njegov spomin, kot so ga skoraj vsi obravnavali. Ker je oblečen v bojno obleko, čelada je verjetno poleg njega pod vozom in naključno stoji poleg konja, to bi lahko bil zagotovo Druz. Poleg tega obstajajo tri konstelacije, ki se nanašajo na tri portrete. Druz bi zahteval Gemini, čeprav je Gemini precej prikrit. Če bi portret Druza predstavljal živega, bi dragulj nastal približno ob istem času kot Ara Pacis in Avgustov oltar, nekje pred 9. stoletjem pr. n. št., leto Druzove smrti.
Drugi mislijo, da je figura # 8 Germanik, Druzov sin . Če je bila gema naročen šele pred letom 12 n. št. in se je sklicevala na Tiberijevo zmago nad Germani in Panonci, bi bilo razumljivo, da je bil Germanik, rojen leta 13 pred našim štetjem, star dovolj, da se je pripravil na vojno, leta po očetovi smrti. Avgust in drugi so s precej naklonjenosti dojemali tudi Germanika. Spor se nadaljuje.
Gemma Augustea je čudovito umetniško delo, ki temelji na dramatičnih helenističnih kompozicijah. Prefinjen način izvajanja je bil pogostejši v pozni Avgustovi ali zgodnejši Tiberijevi dobi, čeprav je bila bolj verjetno Avgustova. Rečeno je, da je podoba Avgusta kot Jupitra povezana s prihodnjimi rimskimi zmagami Horacija v njegovih Odah:
»…tako vojak bo hraber vnovič v boju,
kdor se zahrbtnim Puncem je predal,
kdor na rokah verige je občutil,
kred smrtjo na bojišču trepetal.
Sramota, kdor ne ve, kje naj si vzame
življenje, išče rajši mir kot boj!
Kartago, o kako ti raste slava
na gnojnem kupu rimskih razvalin!«
Poljube nežne žene in otroke
odklonil je, kot da jih vreden ni,
možati svoj pogled mračno povesil,
dokler prepričal ni senatorjev
oklevajočih, da so svet sprejeli,
kot niso čuli ga pred njim. Nato
zapustil je prijatelje potrte
in šel v izgnanstvo z dvignjeno glavo.
Četudi vedel je za strašne muke,
Ki mu pripravlja punski jih krvnik,
Vendar odrinil svojce je od sebe
In skozi gnečo si utrl pot,
kot da bi puščal poravnane pravde
in sklenjene kupčije za seboj,
kot bi odhajal v podeželsko mesto
ali v Tarent cvetoči na oddih.
Horacij,Ode III 5, poslovenil dr. Kajetan Gantar